# کلیف اتی
کلیف اتی (انگلیسی: Cliff Ette؛ سپتامبر ۱۹۱۰ – ۱۹۹۵ (۸۴−۸۵ سال)) بازیکن فوتبال اهل بریتانیا بود.
از باشگاه‌هایی که در آن بازی کرده‌است می‌توان به باشگاه فوتبال وستهام یونایتد اشاره کرد.